# 海豐 (屏東縣大字)
海豐，是臺灣屏東縣屏東市的一個傳統地域名稱，位於該市東北部。相較於今日行政區，其範圍大致包括海豐里不含東端、仁義里不含東北端、三山里、信和里不含北端、和興里東大半部、華山里西丄端及西南部、中正里、北興里不含西端、豐榮里西北端、興樂里東北端、溝美里不含西南端、斯文里東北部、仁愛里、北勢里、勝利里東部邊界地帶中段。

## 歷史
台灣日治初期，海豐地區為一街庄，稱為「海豐庄」，隸屬於港西中里。該庄北與彭厝庄為鄰，東與德協庄為鄰，南邊為火燒庄、阿緱街，西邊為崇蘭庄。
1901年（日治明治34年）11月，全台設置二十廳，該庄隸屬於阿緱廳。1909年（明治42年）10月，合併二十廳為十二廳，該庄仍隸屬於阿猴廳（1903年改名阿緱廳）。1920年（大正9年），廢十二廳改設五州二廳，該庄改制為「海豐」大字，隸屬於高雄州屏東郡屏東街。1933年（昭和8年）12月，屏東街升格為州轄屏東市。
戰後屏東市改制為省轄市，隸屬於高雄縣，並將市區劃分為東區、南區、北區、中區，大字亦改制為里。1946年4月，原屬高雄縣之萬丹鄉、長興鄉（含今麟洛鄉）、九塊鄉劃入屏東市，改稱萬丹區、長治區、九如區。1950年10月，高、屏分治，屏東市改制為縣轄市，隸屬於屏東縣，並將萬丹區、長治區、九如區劃出，改制為萬丹鄉、長治鄉、九如鄉。

## 聚落
本地區發展較早的聚落有海豐、海豐新厝、海豐溪洲、北勢頭、溝仔尾、頭仔埔等，在日治初期的官方地圖上已有記載。此外，本地區尚有南和興聚落。

## 交通
- 省道台3線
- 省道台24線
- 省道台27線

## 學校
- 至正國中
- 海豐國小
- 和平國小
- 信義國小

## 廟宇
- 海豐三山國王廟